# IA-64
Az IA-64 (Intel Architecture 64) egy az Intel és a Hewlett-Packard által közösen kifejlesztett utasításkészlet-architektúra (instruction set architecture, ISA; az utasításkészlet-architektúra az utasításokon kívül a felépítés több más elemét is meghatározza, pl. az adatformátumokat, regisztereket, címzési módokat, memóriafelépítést, a megszakítás- és csapdakezelést, valamint a kapcsolatot a külvilág felé – I/O). Az Itanium és Itanium 2 processzorokban került megvalósításra.
Az architektúra alapját a VLIW, avagy az Intel-HP terminológia szerint EPIC (explicitly parallel instruction computing, explicit párhuzamos utasításfeldolgozás) paradigma képezi, amellyel a processzor átlépheti az órajelciklusonként egy utasítás határt, és egy órajelciklus alatt több utasítást hajt végre – ez az utasításszintű párhuzamosság egyik gyakorlati megvalósítása.
Az IA-64 utasításkészlet nem kompatibilis az x86 utasításkészlettel. de az Itanium processzorok korai változatai képesek voltak az x86 (486) utasítások bizonyos körülmények között történő végrehajtására is egy, a processzorba épített x86 utasításdekódoló révén, de ezt a későbbi modellek már nem támogatták. Az asztali gépekben történő felhasználását is megcélozták, de az AMD 64 bites AMD64 architektúrájának megjelenése után – ami megőrzi az x86-os kompatibilitást –, az IA-64 architektúra jelentősége csökkent, és főleg a szerverekben történő felhasználásra korlátozódott. Történtek kísérletek az asztali gépekben való meghonosításra, pl. 2001-ben a Microsoft megjelentette a Windows XP 64-bit IA-64 processzorra készült változatát, 2003-ban pedig az Itanium2-höz készült változatot, de ezek forgalmazását 2005-ben beszüntették. Az IA-64 architektúrára portolták még a HP OpenVMS operációs rendszerét is.

## Történet
Eredetileg az Intel Merced kódnéven keszített 64 bites processzort, ami végül az Itanium nevet kapta. Átütő sikert nem aratott.
Évekkel később csatlakozott a Hewlett-Packard modul. Összefogtak, és megalkották az Itanium 2-t, amely csak névrokonságban áll az Itaniummal. Igazi, erős 64 bites RISC platformmá nőtte ki magát, jelentősebb piaci sikert azonban a mai napig még nem ért el. Elterjedését elsősorban a 64 bites x86 platform sikere, és az 1990-es évek végén az iparágat érintő recesszió gátolta. Az Itanium első változatai támogatták az x86-os utasításkészletet, hogy megőrizzék a kompatibilitást a korábbi programokkal, szoftver és hardverarchitektúrákkal, de ez túl lassúra sikerült. Az Itanium speciális x86 módjának teljesítménye kisebb volt, mint egy Pentium1 teljesítménye, ezért az Itanium2 két magos változatánál már teljesen szoftveres emulációra tértek át.

## Felépítés

Az Intel Itanium architektúra vázlata

Az Intel kimerítően dokumentálta az Itanium utasításkészletét és mikroarchitektúráját,
és a szakirodalomban is sok elemzés jelent meg róla. Az architektúrát többször átnevezték története során. A HP eredetileg PA-WideWord névre keresztelte. Az Intel később az IA-64, majd Itanium Processor Architecture (IPA) megnevezést adta neki,
mielőtt megállapodott volna a végleges Intel Itanium Architecture elnevezésnél, de széles körben továbbra is IA-64 néven emlegetik.
Ez egy 64 bites, sok (128+128) regisztert tartalmazó architektúra. Az alap szóhossz 64 bit, bájtonként címezhető. A logikai címtér 264 bájt. Az architektúra megvalósítása alkalmazza az elágazás-jóslást (branch predication), spekulatív végrehajtást és az elágazás-előrejelzést (prognózis, branch prediction). A paraméterátadásban hardveres regiszter-átnevezési mechanizmust használ, nem pedig regiszterablakos technikát. Ugyanez a mechanizmus lehetővé teszi a ciklusok párhuzamos végrehajtását. A spekulativitás, előrejelzés, jóslás és átnevezés a fordítóprogram ellenőrzése alatt áll: minden utasításszó külön biteket tartalmaz ezekre a célokra. Ez a megközelítés az architektúra megkülönböztető tulajdonsága.
Az architektúra 128 egészértékű processzor-regisztert, 128 lebegőpontos regisztert, 64 1 bites predikátumot és nyolc elágazásregisztert tartalmaz. A lebegőpontos regiszterek 82 bitesek, ez elősegíti a pontosság megőrzését az átmeneti eredményekben (a számításokban szereplő ideiglenes értékek pontosabbak).